# Viktoria-Mühle

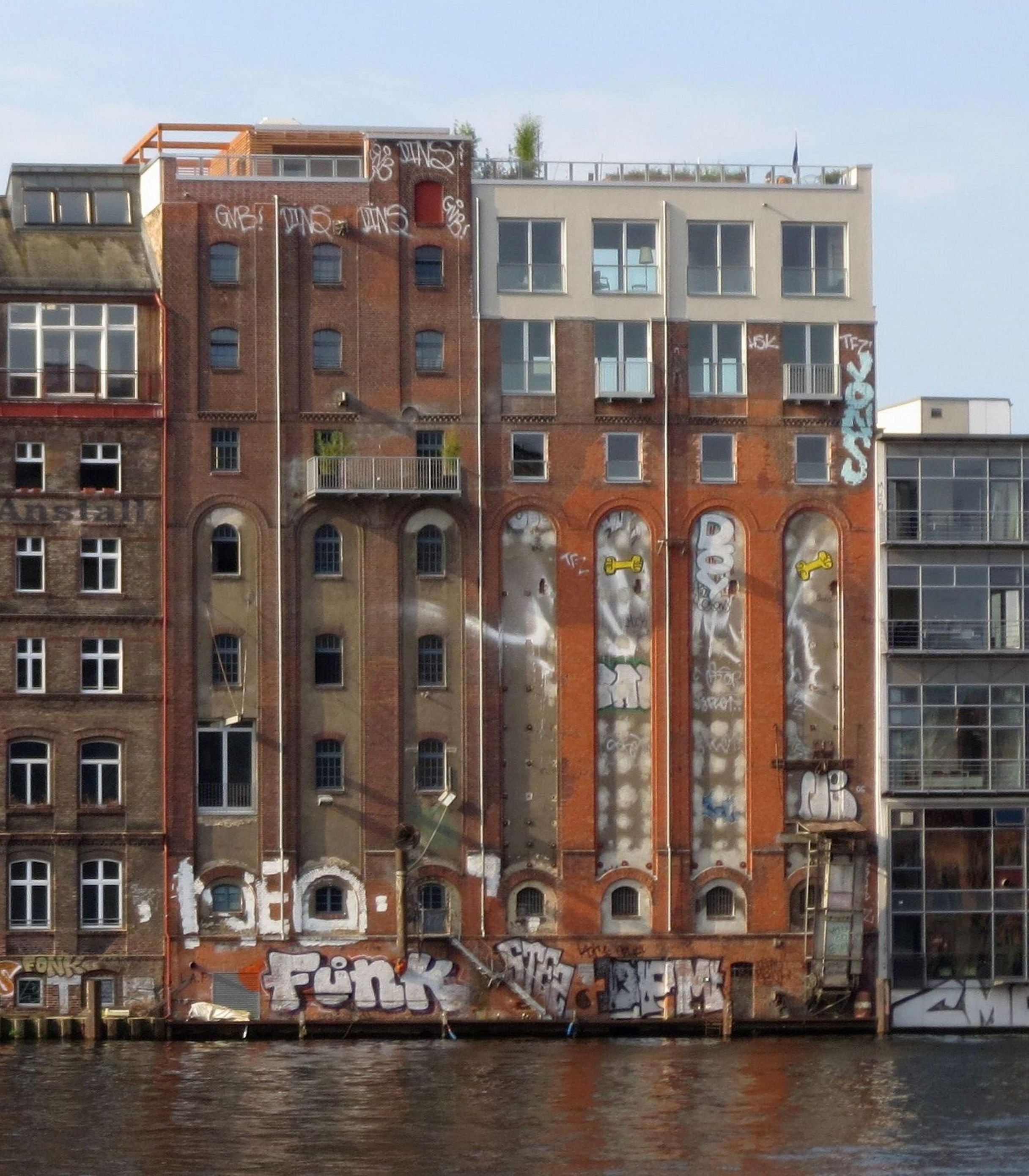
Viktoria-Mühle, Spreeseite

Ab 1898 entstand im Zuge der Industrialisierung in Berlin in der Schlesischen Straße 38 zwischen der Falckensteinstraße und der Cuvrystraße der Gebäudekomplex der Berliner Victoriamühle Aktiengesellschaft. Er bestand aus Mehlspeicher, Getreidesilo, Kontor- und Mietshaus und erstreckte sich bis zur Spree. 1890 entstand zunächst an der Straßenseite ein fünfgeschossiges Wohnhaus mit Ergänzungsbauten durch den Maurermeister und Bauherrn Heinrich Ellrott. Ein um 1950 erbauter Speicher wurde zur Einlagerung der Senatsreserve genutzt. Heute besteht der Komplex aus drei Innenhöfen. Seine der norddeutschen Backsteingotik entlehnte Gestaltungsweise nimmt Bezug auf die Formgebung der nahegelegenen, erst ein Jahr zuvor fertiggestellten Oberbaumbrücke. Der zinnenbewehrte Dachaufsatz blieb nicht erhalten.
Die Anlage wurde während ihrer Betriebszeit mehrfach ohne einheitliche Planung den Erfordernissen angepasst. Das ursprüngliche Getreidesilo direkt an der Spree wurde in den Jahren nach dem Mauerfall zu einem Bürogebäude umgebaut.